# TotalEnergies
TotalEnergies SE es un grupo empresarial del sector petroquímico y energético con sede mundial en La Défense (Francia). Su actividad se encuentra presente en más de 130 países, empleando a unas 105 000 personas. Los activos financieros de Total representan la mayor capitalización de la Bolsa de París y por su volumen de negocios, es la mayor empresa de la zona euro.
El liderazgo de Total había sido consciente de los efectos nocivos del calentamiento global desde al menos 1971; Sin embargo, la compañía negó abiertamente los hallazgos de la ciencia climática hasta la década de 1990; Total también siguió una serie de estrategias para encubrir la amenaza y la contribución a la crisis climática.
La empresa ha sido acusada por activistas climáticos por crímenes contra la humanidad, en base a sus emisiones de carbono que contribuyen al calentamiento global. Es considerada la empresa francesa más contaminante del mundo.Diversas organizaciones ambientalistas han establecido una demanda en mayo de 2024 por su responsabilidad ante la crisis climática.

## Historia de la denominación

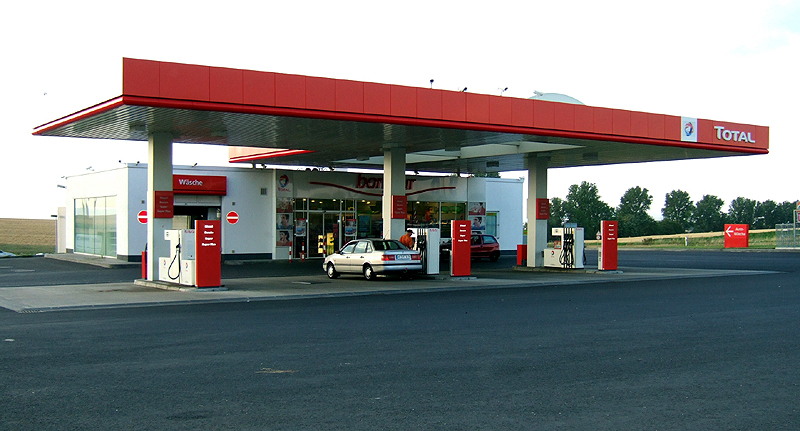
Gasolinera de TOTAL cerca de Bodenheim, Alemania.

Fundada en 1924 con el nombre de Compagnie française des pétroles CFP con participación mixta privada y del Estado francés, en 1985 adoptó el nombre de Total-CFP y únicamente Total S.A. en 1991.
Tras la fusión con la compañía belga Petrofina en 1999, la empresa adoptó el nombre de Total Fina. Más tarde absorbió Elf Aquitaine y a partir del 22 de marzo de 2000 se llamó TotalFinaElf hasta que el 6 de mayo de 2003 se decidió recuperar el nombre único de Total. El 28 de mayo de 2021 adoptó el nombre de TotalEnergies.
Total gasta una media de 29 millones de dólares anuales en lobbying para bloquear las medidas de lucha contra el calentamiento global.

## Actividades
Total S.A. es el cuarto grupo privado petrolero y gasista a nivel mundial y primera empresa del sector en Francia, su país de origen. Sus ramas de negocio abarcan toda la cadena de la industria petrolera: exploración, producción, prospección, refinado, distribución, trading y transporte marítimo. En el área de marketing sus 17.000 estaciones de servicio en el mundo le colocan como líder del mercado europeo y colíder en África. En 2004 su producción de petróleo ascendió a los 2,59 millones de barriles, y sus reservas al equivalente a 11.100 millones de barriles de petróleo.
El grupo también forma parte de los mayores distribuidores mundiales de gas, y está diversificado hacia el mercado de la generación eléctrica. Toda la rama química de Total está entre los líderes europeos o mundiales en cada uno de sus sectores: petroquímico, fertilizantes y especialidades. En 2006 Total se separó de su filial Arkema, que agrupa las actividades ligadas al cloro y a una multitud de productos denominados "intermedios" y "de alto rendimiento".
En mayo de 2016, Total anuncia la compra de la compañía de baterías de litio Saft por 950 millones de euros.
En enero de 2018,en el marco de la apertura del mercado de gasolina en México,Total Abre su primera estación de servicio en el país (concretamente en la capital), esto en pro de ofrecer más variedad y unirse a un mercado muy competido.

## Una presencia en el mundo entero
El Grupo es el cuarto grupo petrolero integrado cotizado en el mundo entero según el criterio de capitalización bursátil a 31 de diciembre de 2005. En 2005, el sector amont invirtió 8,1 billones de euros y emplea 14.849 colaboradores. Total explota una red de 17.000 estaciones servicio en el mundo, de las cuales 50% son completamente propias, están principalmente instaladas en Europa y África. En Francia, Total explota una parte de sus estaciones servicio por medio de su filial Proseca. La repartición geográfica de la producción y de reservas de Total, en 2005 es como sigue:
- Producción en miles de barriles por día:
  - África 751
  - América del Norte 41
  - América del Sur 247
  - Asia/Extremo-Oriente 248
  - CEI 9
  - Europa 770
  - Medio-Oriente 103
- Reservas en miles de barriles:
  - África 3 394
  - América del Norte 274
  - Asia/Extremo-Oriente 757
  - Europa 2 050
  - Resto del Mundo 2 789

### Distribución geográfica de la producción y las reservas en 2016
Producción en miles de barriles equivalentes de petróleo por día: 
- África: 634;
- Américas: 279;
- Asia-Pacífico: 265;
- Europa y Asia Central: 757;
- Oriente Medio y Norte de África: 517.

Reservas en miles de barriles equivalentes de petróleo: 
- África: 1 872;
- Américas: 1 804;
- Asia-Pacífico: 982;
- Europa y Asia Central: 4 126;
- Oriente Medio y Norte de África: 2 734.[12]

## Controversias

### Registros ambientales y de seguridad
Según un estudio de 2021, el personal de Total era consciente del papel que desempeñaban sus productos en el calentamiento global desde 1971, así como durante la década de 1980. A pesar de esta conciencia, la empresa promovió la duda sobre la ciencia del calentamiento global a fines de la década de 1980 y, finalmente, se decidió por una posición a fines de la década de 1990 de aceptar públicamente la ciencia del clima, mientras seguía promoviendo la duda y trataba de retrasar la acción climática. En agosto de 2024, el regulador de publicidad de Sudáfrica dictaminó que la promoción de la sostenibilidad por parte de TotalEnergies en una campaña publicitaria en el país era engañosa. La campaña se llevó a cabo en colaboración con la autoridad de conservación de la naturaleza de Sudáfrica, Sanparks, para alentar a las personas a visitar los parques nacionales del país.

### Sobornos
El 16 de diciembre de 2008, el director general de la división italiana de TotalEnergies, Lionel Levha, y otros diez ejecutivos fueron arrestados por la fiscalía de Potenza, Italia, por un cargo de corrupción por 15 millones de euros para llevar a cabo el proyecto petrolífero en Basilicata. También fueron arrestados el diputado local del Partito Democratico Salvatore Margiotta y un empresario italiano.